# Renault Symbol
El Renault Symbol es un automóvil de turismo del Segmento B producido por el fabricante francés Renault, como la variante sedán cuatro puertas del Renault Clio de segunda generación. En la primera generación compartía la estética del Clio pero esto fue abandonado en su segunda generación, donde mantiene la plataforma original pero adquiera una nueva estética. La principal diferencia frente al Clio radica en la capacidad de su maletero el cual pasa a ser de 506 L frente a los 256 L del Clio II Hatchback. Se enfrenta a rivales tales como el Chevrolet Aveo, Fiat Siena, Ford Fiesta o el Peugeot 206.

## Primera generación (1998-2007)
La primera generación del Renault Symbol, surgió como respuesta a la necesidad de ciertos mercados en ofrecer un producto del segmento B con mayor capacidad de maletero que el Clio Hatchback. Fue así que en 1999 y sobre la plataforma del Renault Clio 2, se presenta el Symbol, siendo la mayor diferencia era el agregado de un tercer volumen (se incrementó la longitud en 38 cm). Esta modificación dejó el resto del vehículo prácticamente inalterado, con la excepción del maletero que pasando a ser un volumen adicional incrementó su capacidad a 506 L.
Esta generación recibió diversos nombres según el mercado donde se comercializó, como Clio Sedan, Thalia, Clio Classic. También se comercializó con variantes estéticas bajo el nombre Nissan Platina en los mercados mexicano y chileno.
Se produjo en las plantas que Renault posee en Bursa, Turquía desde 1999, en Curitiba, Brasil y en el Barrio Santa Isabel de la Ciudad de Córdoba, Argentina desde el 2000. También en la planta de SOFASA en Envigado, Colombia desde 2000 y en la planta de Aguascalientes, México como Nissan Platina desde 2001. Este último se dejó de producir en 2010 reemplazo por el Nissan March. Entre el 2004 y 2010 fue producido en Rusia por Avtoframos.
En un comienzo se ofreció solamente con motor 1.4 L y 8 válvulas (75 cv) o 16 válvulas (98 cv) para el mercado Europeo, mientras en Argentina se ofrecía con un 1.6L y 16 válvulas (110 cv). En todos los casos la transmisión era manual, de 5 marchas adelante y marcha de retroceso. Luego equiparía un motor 1.9L diésel sin turbo (65 hp) para el mercosur. En el final de su producción sumó los motores 1.2L gasolina  con 16 válvulas (75 cv) y el diesel 1.5 dCi con 8 válvulas (70 u 80 cv según configuración de mercado)
Rediseño de 2002 (Mercosur 2003): durante ese año el Renault Symbol adoptó el diseño renovado de la versión hatchback, que incluía nuevos conjuntos ópticos tanto delanteros como traseros, zonas de toque en paragolpes en color negro, y modificaciones menores en el interior. Fue durante este rediseño, que se incorporaron las mecánicas 1.5 dCi y la 1.2 gasolina.
Como máximo equipamiento la primera generación del Symbol ofrecía: doble airbag frontal, ABS, levantacristales delanteros y traseros (incorporados los últimos posterior al rediseño del 2002), computadora de a bordo, estéreo con CD 4 parlantes y comando al volante, cierre eléctrico de puertas con comando a distancia, llantas de aleación, dirección hidráulica ajustable en altura.

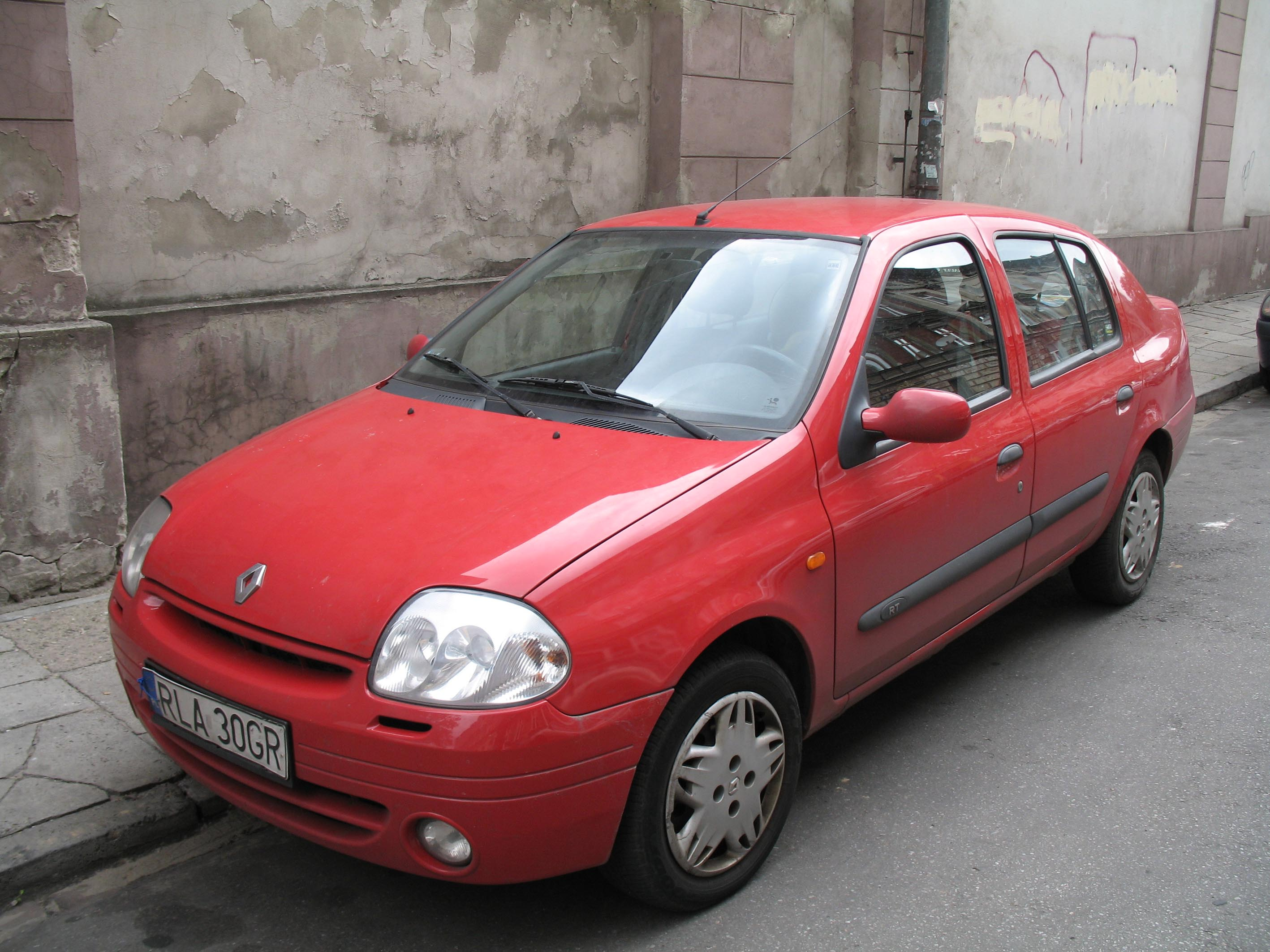
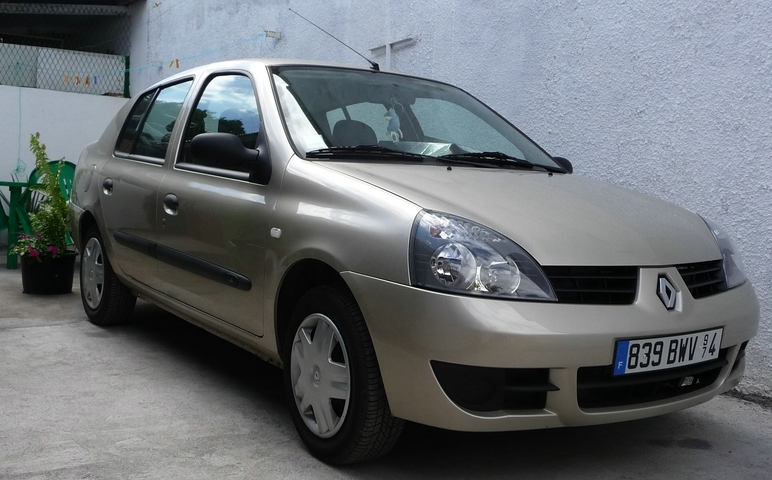
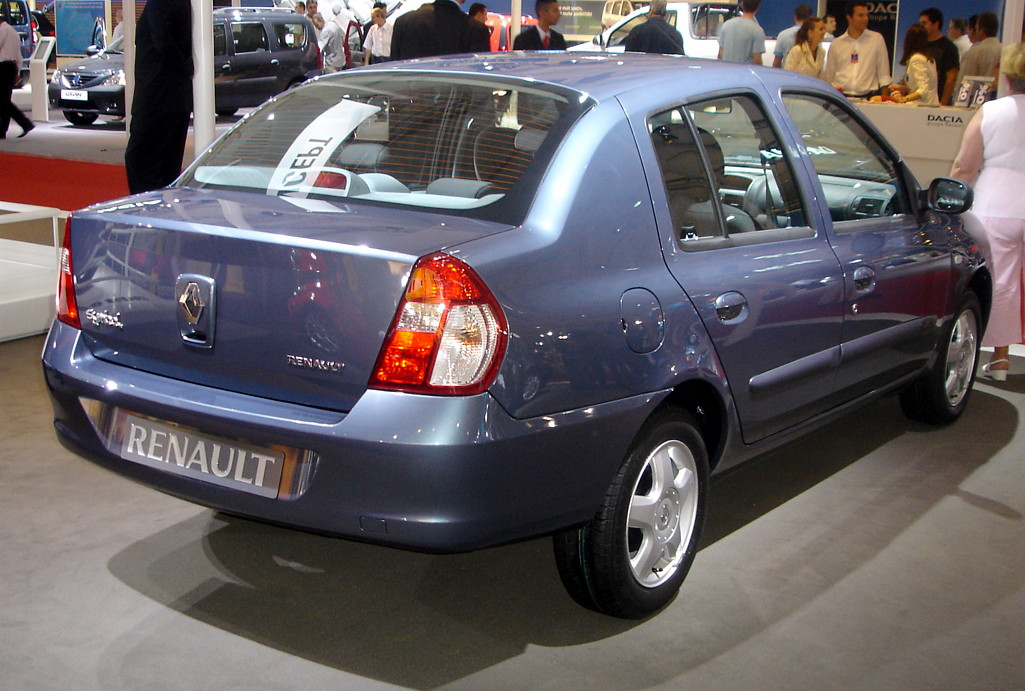

## Segunda generación (2007 - 2012)
Presentado en el Moscow Motor Show de julio de 2007 y lanzado a la venta en noviembre del mismo año, se trata de un rediseño general de la generación previa. Los cambios han sido prácticamente estéticos tanto en lo exterior como del interior, manteniendo componentes estructurales y de plataforma sin mayores modificaciones. Esta edición reemplaza en varios mercados el nombre de Clio Sedán y pasa a adoptar solamente el de Renault Symbol o Thalia. Se produce en las plantas de Renault en Bursa Turquía, en el Barrio Santa Isabel de la Ciudad de Córdoba Argentina y en Envigado (Colombia), en todos los casos bajo certificación ISO 14001.
Se encuentra disponible en varias versiones alcanzando como máximo de equipamiento: climatizador automático de una vía con recirculación y filtro de partículas, paragolpes y espejos (eléctricos) color carrocería, computadora de a bordo, cristales delanteros y traseros eléctricos, volante y palanca de velocidades tapizados en cuero, estéreo con CD y MP3, apoyacabezas delanteros y traseros regulables en altura, llantas de aleación, cierre eléctrico de puertas y baúl con comando a distancia. 
En términos de seguridad, la segunda generación del Symbol ofrece como máximo: airbags de conductor y pasajero, dos airbags laterales (dependiendo de la versión y país), sistema antibloqueo de frenos ABS con distribución electrónica de la frenada (EBD), barras laterales de protección anti-intrusión en caso de choque, cinturones delanteros de tres puntos regulables en altura, tercera luz de stop, proyectores delanteros antiniebla, dirección con asistencia eléctrica/hidráulica (según motorización).
Esta generación de Symbol fue ensamblada hasta fines de 2012 en Turquía para dar paso a la siguiente generación, pero en la planta de Renault en Santa Isabel (Argentina) se fabricó durante un año más, hasta fines de 2013.

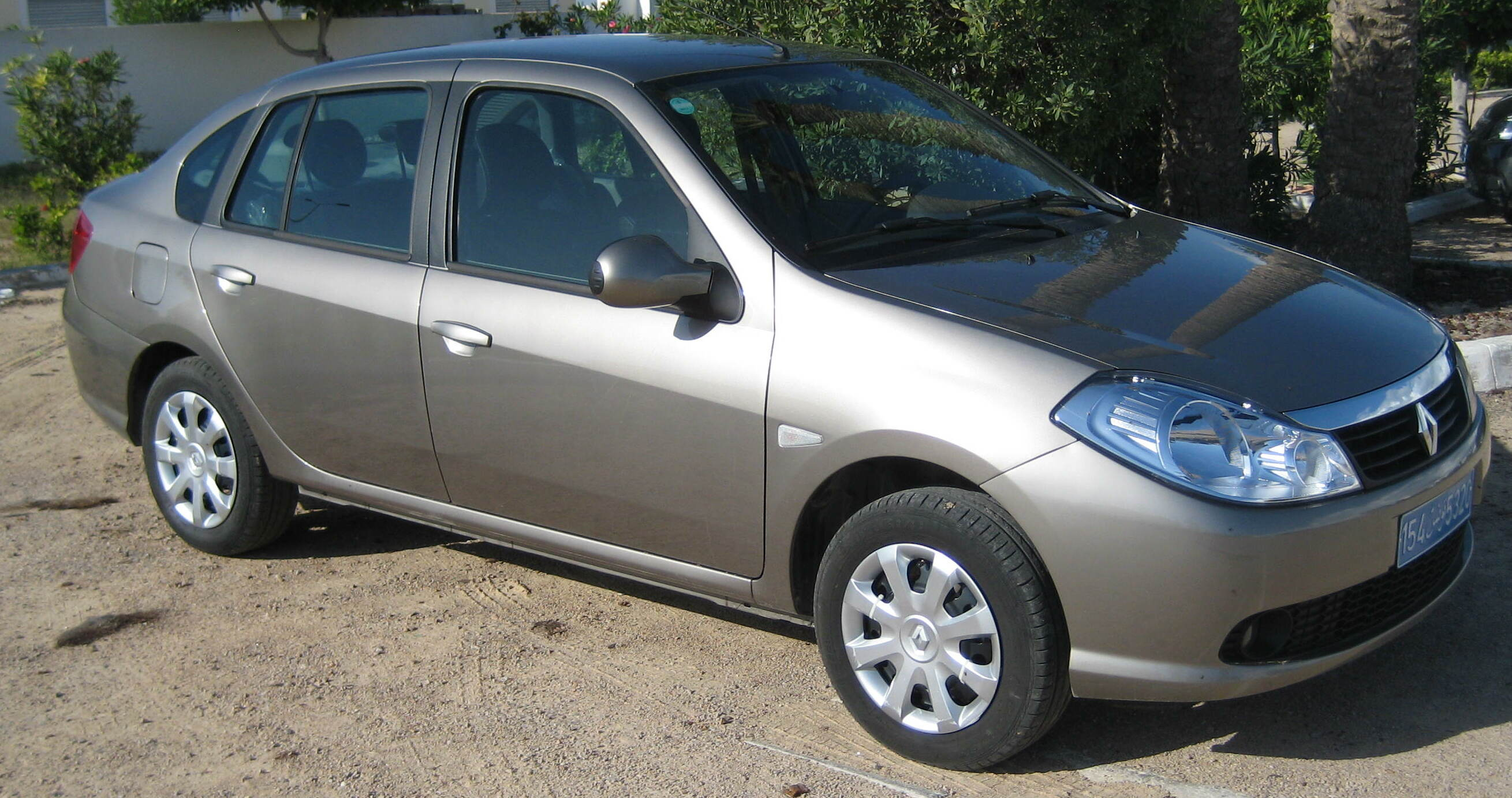
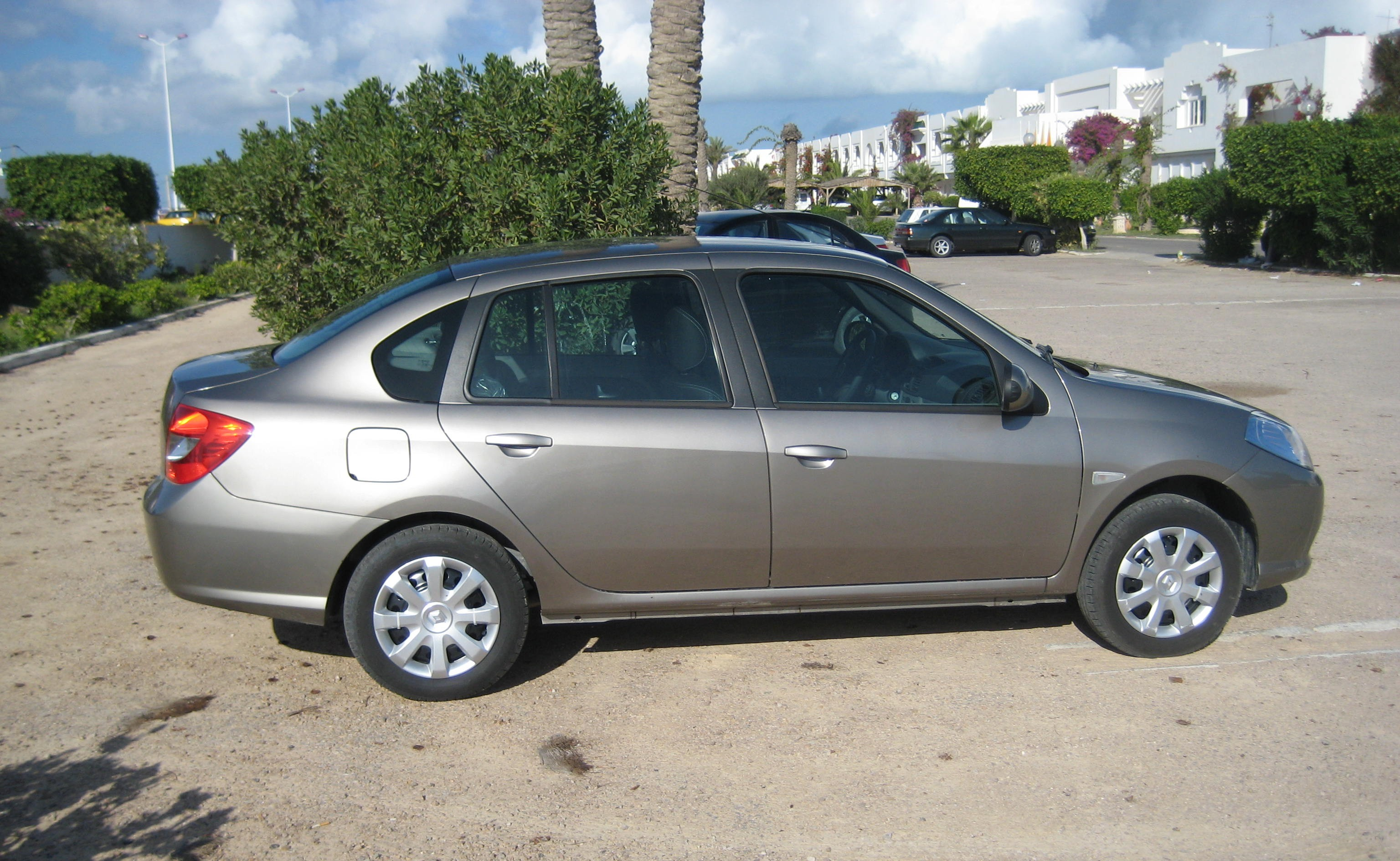
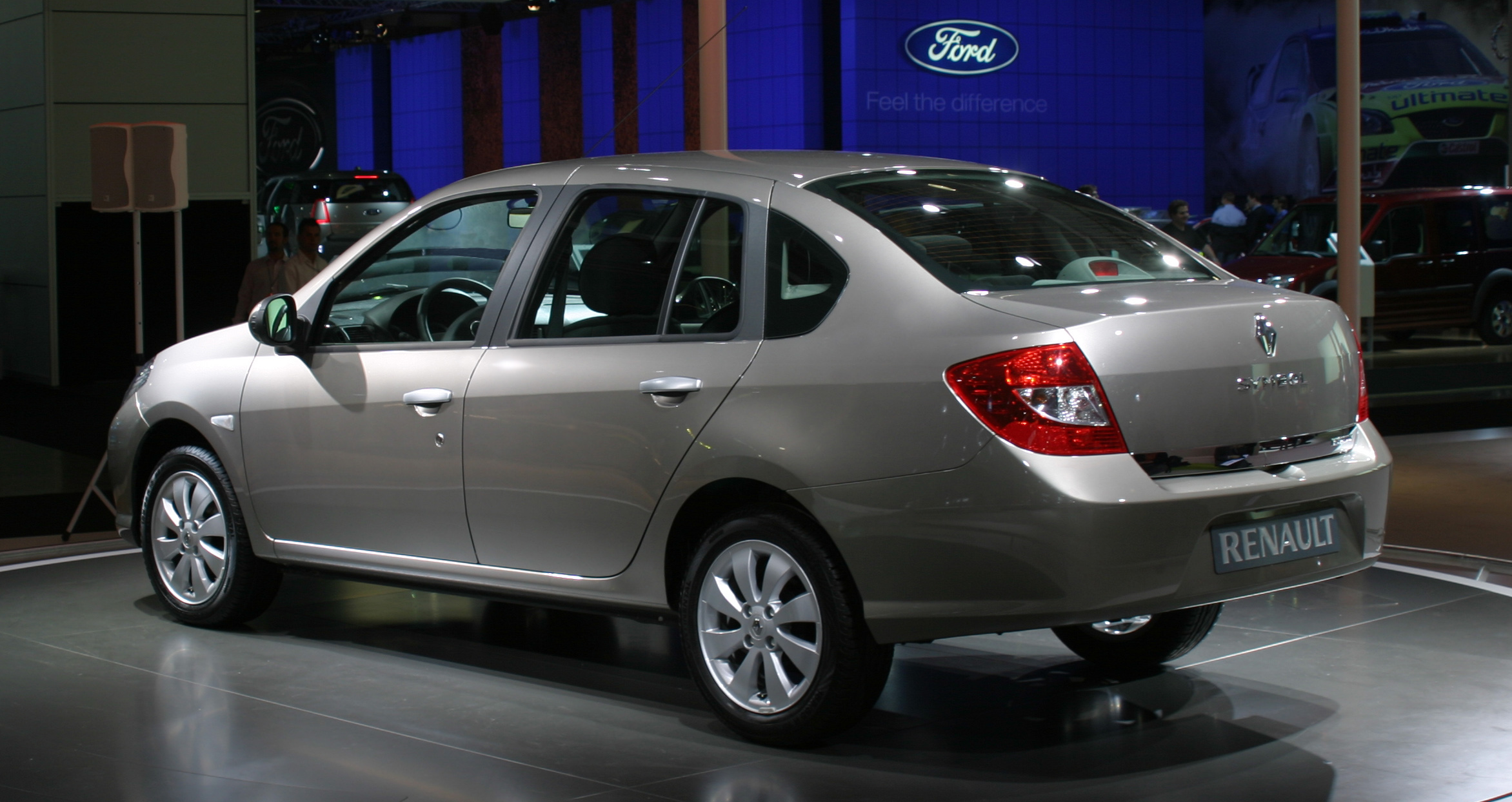

## Tercera generación (2012 - presente)
Según el mercado abandona el nombre "Symbol" para simplemente adoptar el de "Logan". Se corresponde a la segunda generación del Dacia Logan pero comercializada bajo la marca Renault (de este modo se unificaron modelos y plataformas). Fue presentada en el Salón del Automóvil de Estambul a finales de 2012 y mantiene el mismo interior del Logan II con algunos cambios que incluyen según la versión, aire acondicionado automático y la ubicación de los elevavidrios eléctricos. Esta versión con el nombre Logan es comercializada en varios países de Latinoamérica como Argentina y Brasil, mientras que en Turquía, Chile y los países del Magreb como Renault Symbol. Actualmente esta versión de Logan esta recibiendo una serie de modificaciones estéticas y otras cosas 

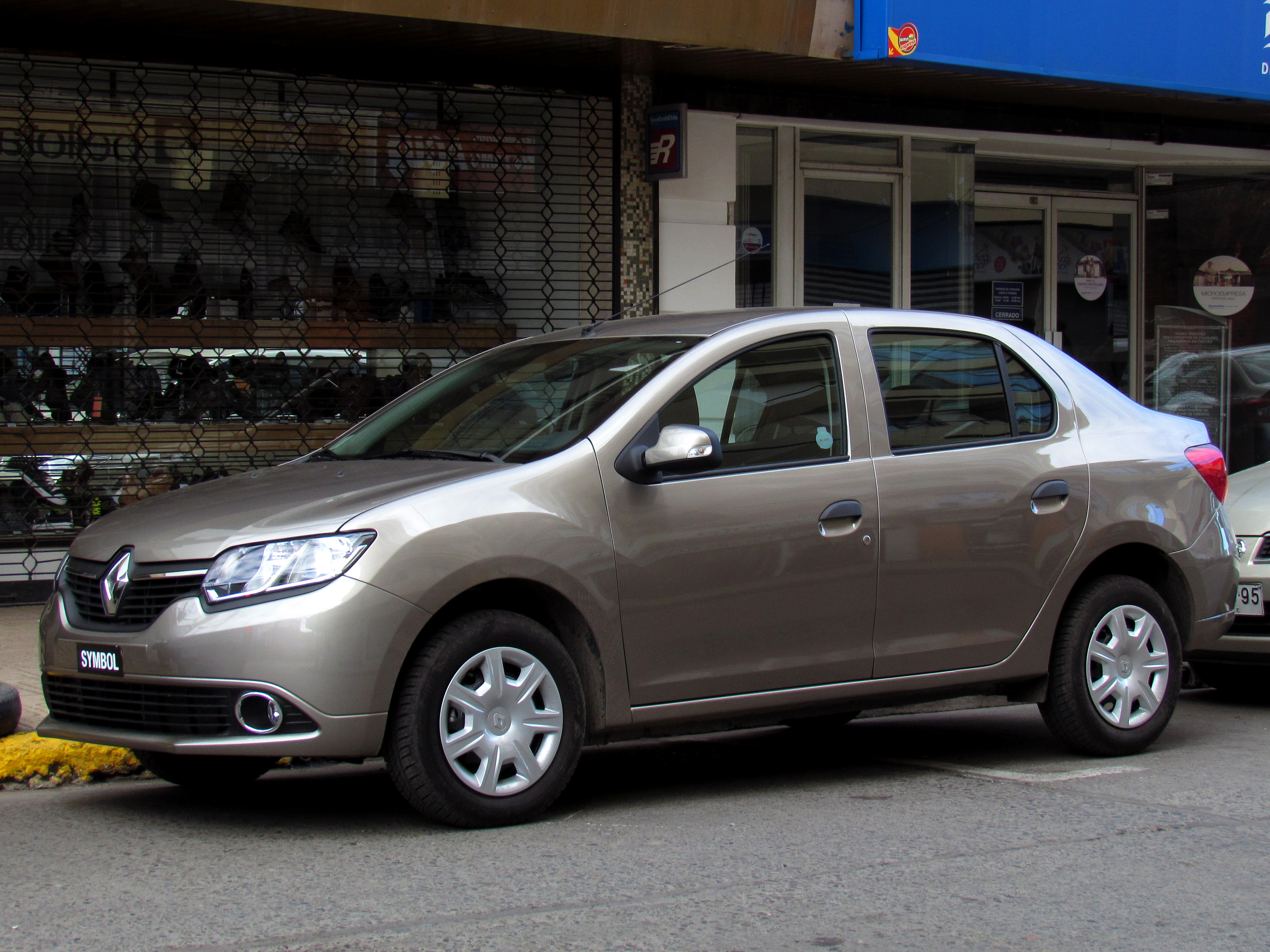
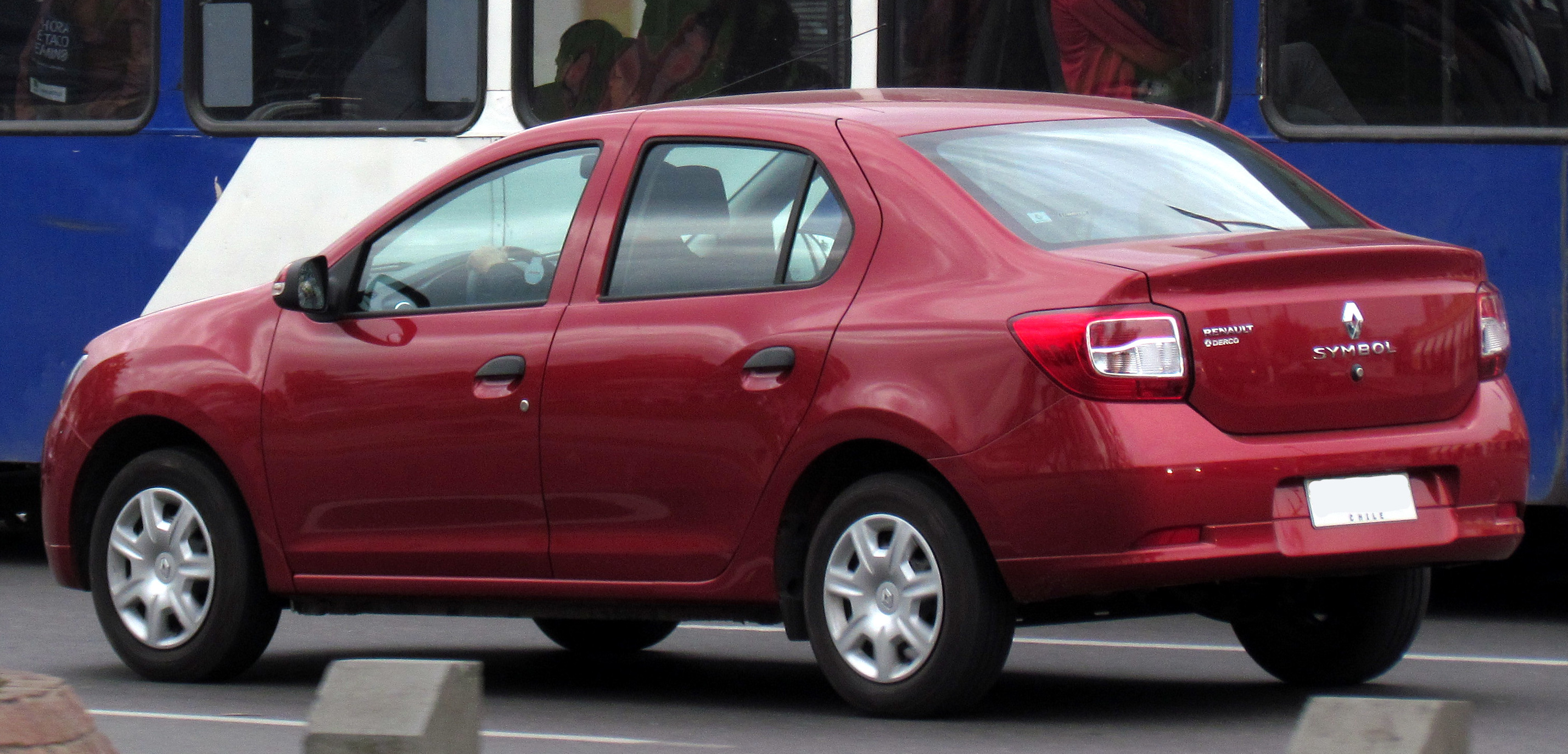

- Artículo Principal:

Dacia Logan

## Características técnicas

### Motorizaciones
1.2 16 válvulas (D4F) 75 cv y 11 Kgm. Alcanza una velocidad máxima de 167 km/h
1.4 16 válvulas (K4J) 98 cv y 15.1 Kgm. Alcanza una velocidad máxima de 185 km/h
1.5 8 válvulas (K9K) dCi 65 cv y 16 Kgm. Alcanza una velocidad máxima de 160 km/h
1.6 8 válvulas (K7M) 95 cv y 14.1 Kgm. Alcanza una velocidad máxima de 174 km/h
1.6 16 válvulas (K4M) 106 cv a 5750 rpm y 15.1 Kgm a 3750 rpm. Alcanza una velocidad máxima de 187 km/h

### Suspensiones
Delantera: del tipo Mc Pherson, con triángulo inferior y efecto antipercusión, amortiguadores hidráulicos telescópicos, resortes helicoidales y barra antirrolido.
Trasera: del tipo eje flexible semiindependiente, amortiguadores telescópicos hidráulicos, resortes helicoidales de flexibilidad variable, y barra antirrolido

### Frenos
Delanteros: de disco ventilados
Traseros: de tambor